# 김갑환
김갑환(金甲喚, 영어: Kim Kaphwan)은 일본의 게임 회사 SNK가 제작한 대전 격투 게임 시리즈 《아랑전설》 및 《더 킹 오브 파이터즈》에 등장하는 가상의 등장인물이다. 1992년에 발매된 《아랑전설 2》에 처음으로 출연해 역사상 주류 아케이드 격투 게임에 등장한 최초의 한국인 인물로 기록됐다. 《아랑전설》 시리즈에서는 태권도 무술에 능한 사범으로 출연한다. 《더 킹 오브 파이터즈》에서는 한국팀을 이끄는 대표로 등장해 같은 소속의 범죄자 출신 격투가 최번개와 장거한을 갱생시키려는 정의의 사명을 띠고 출장한다.

## 등장
김갑환은 1992년 SNK에서 발표한 아랑전설 2의 8명의 캐릭터 중 하나로 처음 출연하였으며, 그 배경 장소는 실제 서울시 중구에 소재하고 있는 국보1호 남대문(숭례문) 앞의 1987년 이전의 모습이다. 게임 속에서는 아랑전설 2와 아랑전설 스페셜의 경우 태평로 삼성생명보험 본관 빌딩 (구 동방플라자), 삼성본관빌딩, 서소문동 동아그룹 본사 사옥과 유원빌딩, 남대문로 한국제분협회 빌딩과 흥국생명빌딩 등이 묘사되어 있으며, 아랑전설 2에서는 한국제분협회 빌딩 위에 서울아리랑이라는 옥외 전광판이 등장하나, 실제 이 건물은 남대문(숭례문) 뒷편이 아닌 맞은편에 위치해 있다. 더 킹 오브 파이터즈 2002의 경우는 원효대교 한가운데이다. 63빌딩, 구 MBC 본관 등이 묘사되어 있다. 1994년 더 킹 오브 파이터즈 '94에서는 장거한, 최번개와 함께 한국을 대표하는 팀으로 나왔다.

## 구상과 탄생
김갑환의 이름은 SNK의 게임을 대한민국으로 수입하던 빅콤의 사장 김갑환(金甲煥, 1936년 ~ 2018년)의 이름을 따서 지었다. 이름은 개발 초기에 キム・ハイフォン(김하이퐁)으로 이름을 할 예정이었지만, SNK사와 기술 제휴를 하고 있는 대한민국의 게임개발업체 주식회사 빅콤 사의 사장 김갑환은 "한국인 이름 중에서 그런 이름이 없다"라고 발언하였기 때문에, 김갑환 사장의 이름을 따서 자사에서 개발한 게임의 등장인물로 만들었다는 설이 많이 돌지만, 인터비즈와의 인터뷰에서 초기 이름이 김하이퐁이라는 것은 사실이 아니라고 했다. 그것과는 별개로 이름을 따서 지은 것은 맞다. 다만, 한자 표기는 煥(빛날 환)에서 喚(부를 환)으로 바꾸었다. 덧붙여 공식 한자 표기가 있는 것에도 불구하고 중국에서는 김가번(金家藩) 혹은 김가법(金卡法)이라고 잘못 표기 되었다.